# Edwin Booth
Edwin Thomas Booth (ngày 13 tháng 11 năm 1833 - ngày 7 tháng 6 năm 1893) là một diễn viên kịch nổi tiếng người Hoa Kỳ thế kỷ 19, ông đã đi lưu diễn khắp nước Hoa Kỳ và các thủ đô lớn ở châu Âu, với các vở kịch của Shakespeare. Năm 1869, ông thành lập Nhà hát Booth ở New York, một nhà hát lộng lẫy khá hiện đại so với thời bấy giờ. Một số nhà sử gia sân khấu coi ông là diễn viên vĩ đại nhất của nước Hoa Kỳ, thành công nhất với vai Hamlet thế kỷ 19. Tuy nhiên, thành tựu của ông thường bị lu mờ trong bóng tối bởi mối quan hệ của mình với em trai, John Wilkes Booth, người đã ám sát Tổng thống Hoa Kỳ Abraham Lincoln.

## Sự nghiệp
Là con trai lớn nhất, Edwin Booth đã bắt đầu sự nghiệp diễn xuất giống như cha của mình. Ông bắt đầu tập kịch dưới sự chỉ đạo của cha mình, Junius Brutus Booth, một diễn viên kịch người Anh, từ năm 1849, ông đã được đóng một vai nhỏ trong vở kịch Richard III của Shakespeare. Vào năm 1851, cha ông bị bệnh và được ông thay thế, trở thành diễn viên kịch chính thức đóng vai Richard III. Ông đặc biệt nổi tiếng với các vai diễn của mình trong các vở kịch của Shakespeare, bao gồm các vai cbeth, Hamlet, Shylock và Iago.
Trong những năm 1869-1874, ông là người đứng đầu nhà hát của riêng mình tại New York.
Năm 1881, Edwin Booth, vào thời điểm đó được báo chí xưng tụng là diễn viên tốt nhất của Mỹ (tạp chí Harper's New Monthly Magazine), và ông đã có một tour diễn thành công tại Anh Quốc.

## Cứu sống Todd Lincoln
Robert Todd Lincoln là con trai cả của cố Tổng thống Hoa Kỳ Abraham Lincoln, một lần ra ga tàu thành phố New Jersey, để chuẩn bị lên tàu. Khi đám đông xô nhau về phía trước để chen chúc vào toa tàu thì bất ngờ con tàu lắc mình, lăn bánh được vài mét rồi đứng lại. Robert loạng choạng mất thăng bằng, sắp rơi xuống khoảng giữa sân ga và một toa tàu đang chạy tới. Đứng gần đó là Edwin Thomas Booth đã không do dự chàng trai trẻ lên. Robert đã rất tôn trọng và cảm kích ông và ngay sau đó đã nhận ra ông là một diễn viên nhạc kịch nổi tiếng. Không lâu sau đó, em trai của ông, John Wilkes Booth đã ám sát Tổng thống Abraham Lincoln. Một điều phức tạp trái chiều trong lịch sử, anh thì cứu con, em thì giết cha.

## Hình ảnh
Edwin Booth trong các vai diễn: 

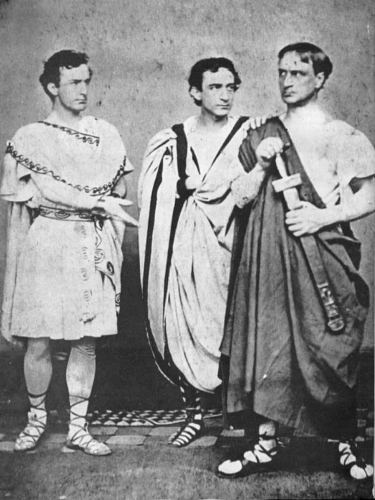
John, Edwin, và Junius (Jr) Booth trong Julius Caesar
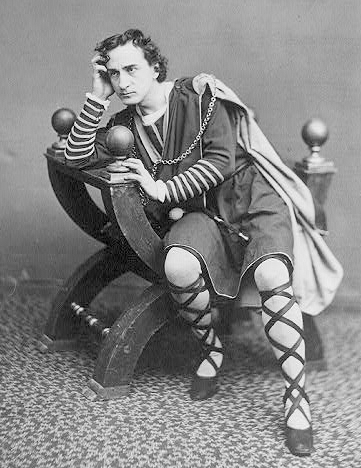
Edwin Booth, khoảng năm 1870 trong vai Hamlet
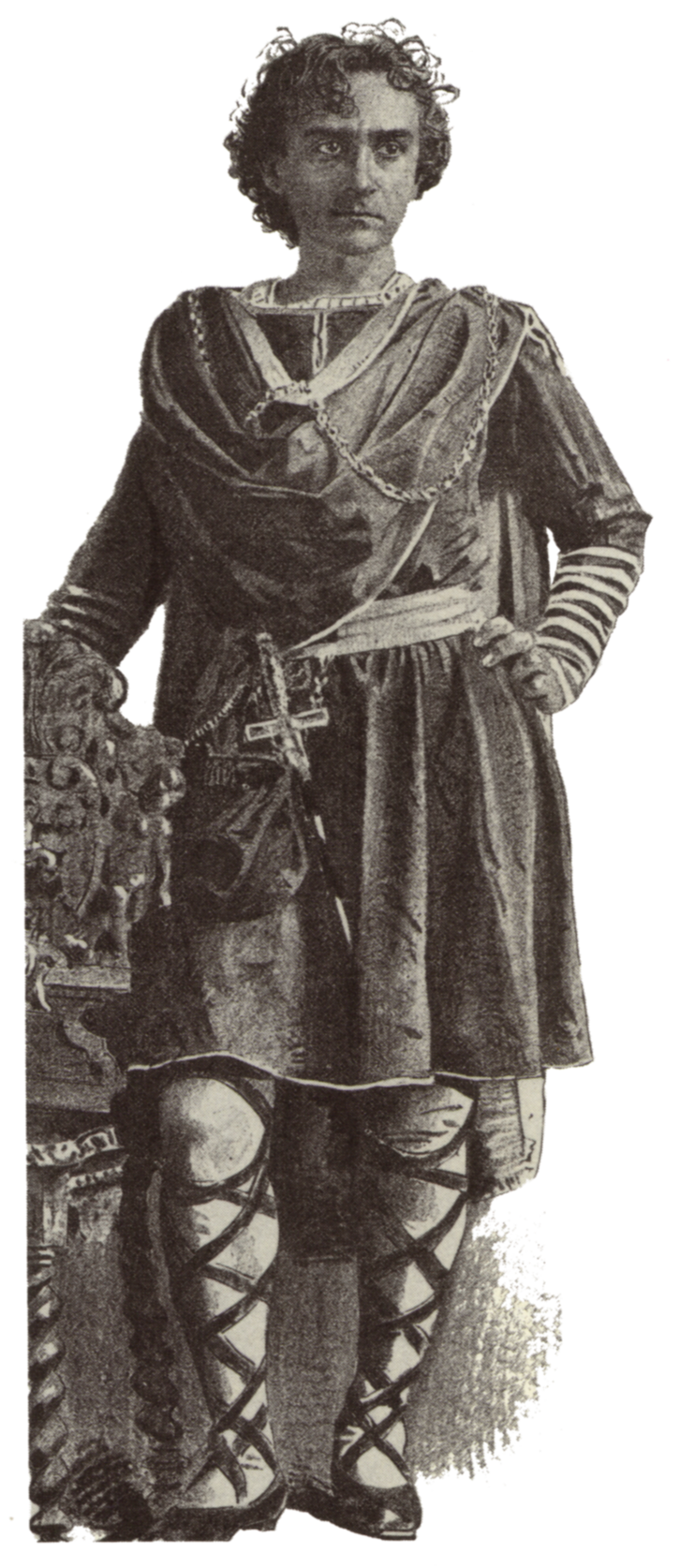
Booth trong vai Hamlet năm 1870
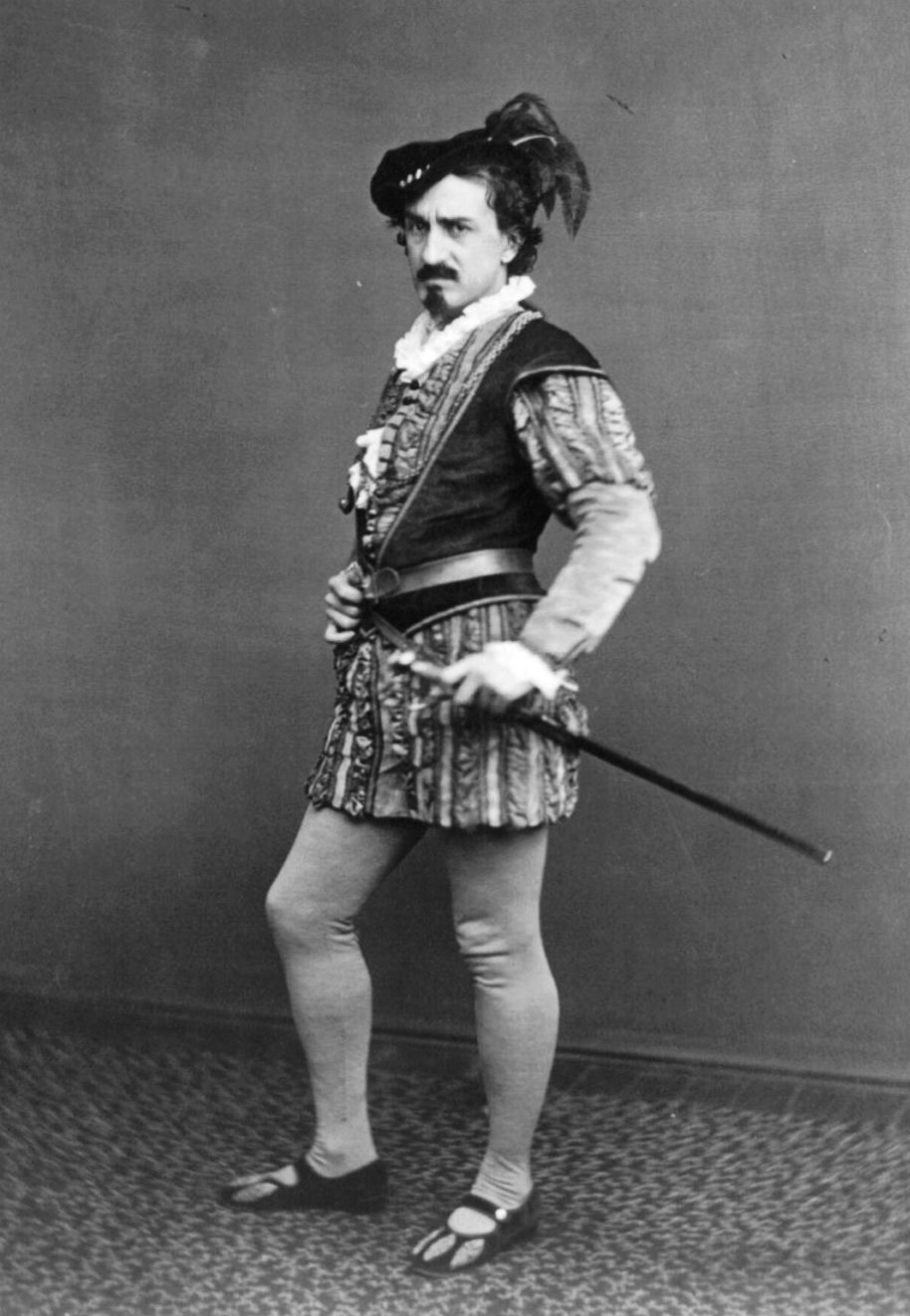
Edwin Booth trong vai Iago, năm 1870
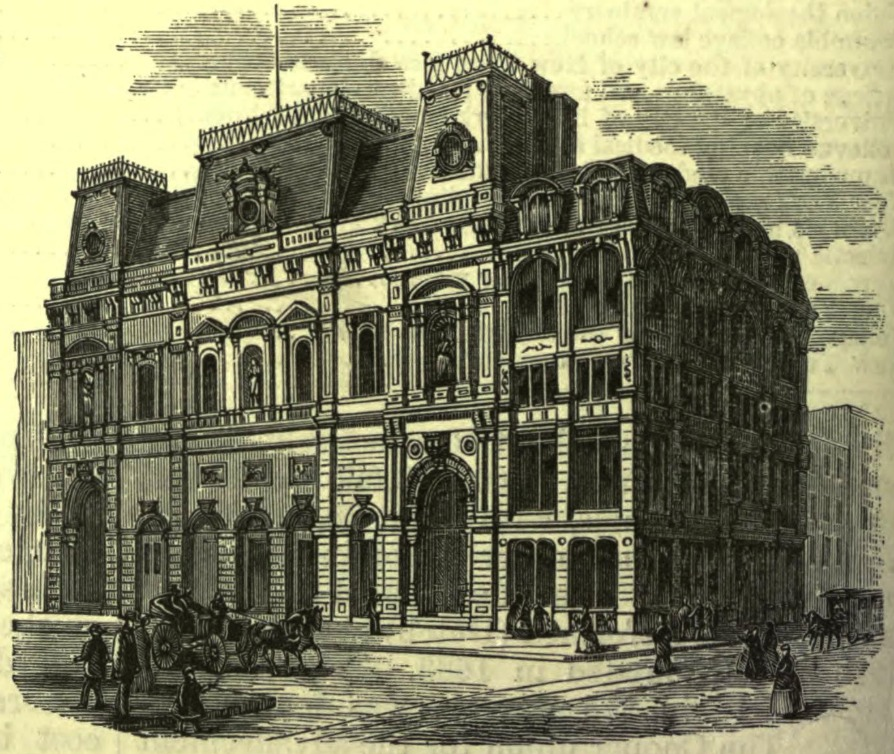
Nhà hát Booth's Theatre tại New York thế kỷ 19

## Liên kết
- Prince of Players trên Internet Movie Database
- Letters and observations to his daughter and friends
- The memory palace podcast episode about Edwin Booth. Lưu trữ ngày 9 tháng 3 năm 2013 tại Wayback Machine
- "{{{1}}}" . Appletons' Cyclopædia of American Biography. 1900.
- Edwin Booth: Broadway Photographs(Univ. of South Carolina)